# Walter Block

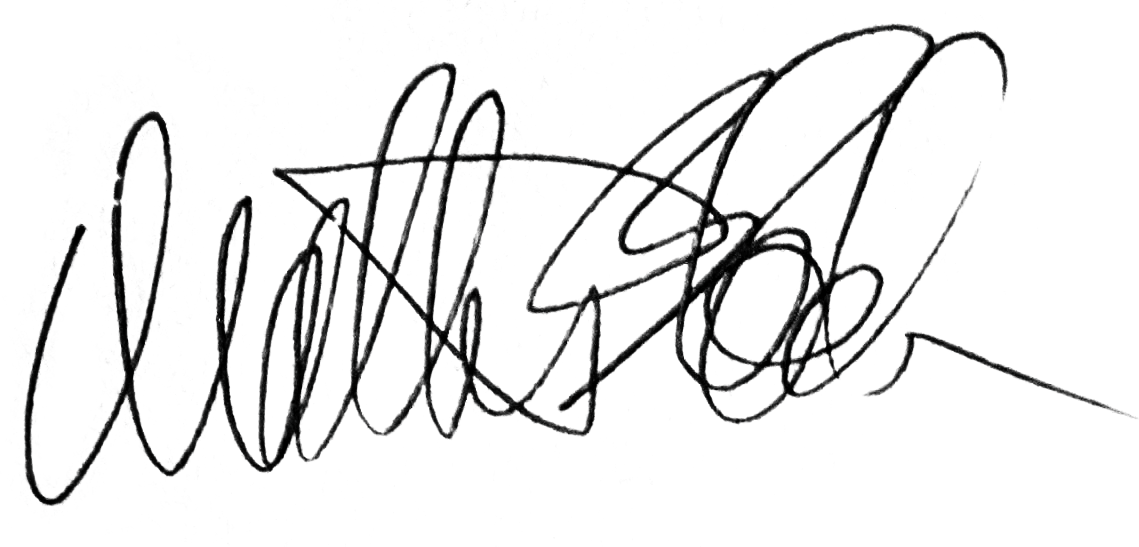
Firma di Walter Block

Walter Block (New York, 21 agosto 1941) è un economista statunitense, esponente della scuola austriaca e filosofo politico anarcocapitalista.

## Biografia
Walter Block nacque a Brooklyn, New York da genitori ebrei, Abraham Block e Ruth Block, definiti successivamente dal figlio come "liberali" (parola che nel gergo politico statunitense equivale a socioliberale). Terminò gli studi laureandosi con lode in filosofia al Brooklyn College, dove fu anche membro della squadra di nuoto dell'università. Ottenne il suo Ph.D. in economia alla Columbia University scrivendo la sua tesi sul controllo governativo dei prezzi.
Walter Block insegna economia alla Loyola University, in New Orleans. Dal 1979 al 1991 è stato Senior Economist al Fraser Institute (un think tank libertario con sede in Canada) e dal 1998 al 2002 è stato membro della direzione dell'Aspen Institute. Oltre ad essere docente è anche membro storico del Ludwig von Mises Institute.
La sua opera principale è certamente Defending the Undefendable (Difendere l'indifendibile), in cui l'autore assume il controverso ruolo di difensore di figure assolutamente discutibili dal punto di vista della legalità o della moralità quali spacciatori, tossicodipendenti, contrabbandieri, trafficanti, prostitute e speculatori. In realtà per Block da difendere come valore assoluto è la libertà degli esseri umani, anche quando questa porta a conseguenze che moralmente non approviamo.
L'opera è da annoverare tra le maggiori degli ultimi 30 anni del mondo libertario, a conferma di quanto dichiarato da John Stossel, importante libertarian statunitense, che affermò: "Defending the Undefendable ha aperto i miei occhi sulle meraviglie del libertarianismo. Dimostra che tutto ciò che sembra oggi cattivo non lo è."

Il premio Nobel per l’Economia Friedrich von Hayek ha detto: 
.
Lew Rockwell disse in merito al ruolo di Block nel mondo libertario:
Block è stato anche, prima di intraprendere la carriera accademica, editorialista del Business Week.

## Introduzione all'anarcocapitalismo
Il pensiero giovanile di Block era caratterizzato dall'egualitarismo. In un'intervista all'Austrian Economics Newsletter disse: "A quindici sedici anni ero uno dei tanti comunisti di Brooklyn". Block considera fondamentale per la sua "conversione" all'anarcocapitalismo l'incontro con la scrittrice libertaria Ayn Rand all'epoca degli studi universitari. A questo incontro fondamentale per Block fu presente anche il futuro governatore della Federal Reserve, Alan Greenspan.
Dopo questo incontro avvennero successivi incontri tra i due, ai quali parteciparono anche Nathaniel Branden e Leonard Peikoff. Da questi incontrì scaturì l'interesse e la passione di Block per il libertarismo e per il laissez-faire.

## Contratti di schiavitù e altre posizioni controverse
Block si è fatto portavoce di idee estreme che hanno suscitato critiche che comprendono il sostegno per la vendita di bambini su ciò che viene descritto come un "libero mercato", in luogo delle adozioni gestite dai servizi pubblici; il lavoro infantile; i contratti di schiavitù su base volontaria; il diritto dei proprietari di immobili di stabilire comunità private contrattuali timocratiche, nelle quali sia possibile "rimuovere fisicamente" soggetti non graditi alla comunità formatasi (dissidenti politici o religiosi rispetto agli orientamenti della comunità, omosessuali o eterosessuali a seconda dell'orientamento della comunità, etc.) e attuare la segregazione (anche tramite clausole restrittive negli atti di proprietà) e altre.

### Contro i diritti degli animali
Walter Block ha articolato la sua posizione in un dibattito del 2017 sui diritti degli animali. Block ritiene che il principio di non aggressione non si applichi agli animali e che il diritto dei loro proprietari umani di uccidere, torturare o abusare in altro modo degli animali di loro proprietà possa essere un corollario inevitabile delle premesse libertarie. Ciò in quanto sarebbe controproducente per il proprietario incidere negativamente su una propria proprietà. A differenza di quanto avviene nel caso nel quale gli animali non sono di proprietà di alcuno e di conseguenza alcuno ha interesse ad esercitarne protezione.

### Molestie sessuali sul posto di lavoro
Nella sua pubblicazione On the Women's Liberation, or the Male Chauvinist Pig As Hero, Block afferma che neppure le molestie sessuali «che avvengono tra la segretaria e il suo capo non sono un'azione coercitiva». Sostiene che «se i pizzicotti e le molestie sessuali sono vietati nei luoghi privati, si violano i diritti di coloro che desiderano volontariamente intraprendere tali pratiche». Block sostiene che la prova della natura "volontaria" di tale atto in un luogo privato è che "la persona messa in pericolo" (la donna vittima) «non ha alcun diritto sul luogo privato in questione».

### Schiavitù contrattuale
La schiavitù contrattuale (chiamata anche «schiavitù volontaria») è un concetto discusso fra i teorici anarcocapitalisti, un suo principale sostenitore è Walter Block che, sempre al fine di estremizzare i concetti dell'anarcocapitalismo, si oppone alla inalienabilità della persona e ritiene insussistente la differenza di forza contrattuale (anche in stato di necessità) Block è il principale libertario a difendere i cosiddetti contratti di schiavitù, attirando su di sé le critiche di molti esponenti del libertarianism, i quali sostengono l'incompatibilità di quei tipi di contratto con i principi libertari. Block risponde alla critiche come i contratti di schiavitù siano assolutamente leciti in quanto risultato della proprietà privata del proprio corpo e di scelte volontarie e non imposte, ma quanti contestano la sua posizione rilevano che quel tipo di contratto è impossibile perché nega la esistenza giuridica di uno dei due contraenti e di conseguenza conduce a esiti liberticidi.

## Opere

### Autore
- Defending the Undefendable, 1976 (tr. it. Difendere l'indifendibile, Macerata: Liberilibri [1993], 2010)
- A Response to the Framework Document for Amending the Combines Investigation Act, 1982
- Focus on Economics and the Canadian Bishops, 1983
- Focus on Employment Equity: A Critique of the Abella Royal Commission on Equality in Employment, 1985
- The U.S. Bishops and Their Critics: An Economic and Ethical Perspective, 1986
- Lexicon of Economic Thought, 1988
- Economic Freedom of the World, 1975-1995, 1996
- The Privatization of Roads and Highways: Human and Economic Factors, 2006
- Defending the Undefendable, 2013 (tr. it. Difendere l'indifendibile 2, Macerata: Liberilibri, 2015)

### Editore
- Zoning: Its Costs and Relevance for the 1980s, 1980
- Rent Control: Myths & Realities, 1981
- Discrimination, Affirmative Action and Equal Opportunity, 1982
- Taxation: An International Perspective, 1984
- Economics and the Environment: A Reconciliation, 1985
- Morality of the Market: Religious and Economic Perspectives, 1985
- Theology, Third World Development and Economic Justice, 1985
- Reaction: The New Combines Investigation Act, 1986
- Religion, Economics & Social Thought, 1986
- Man, Economy and Liberty: Essays in Honor of Murray N. Rothbard, 1988
- Breaking the Shackles; the Economics of Deregulation: A Comparison of U.S. and Canadian Experience, 1991
- Economic Freedom: Toward a Theory of Measurement, 1991
- Libertarian Autobiographies, prossimamente